# Monastère Saint-Grégoire-Bizioukiv de Tchernovi Maïak
Le monastère Saint-Grégoire Bizoukiv (ukrainien : Свято-Григорівський Бізюків чоловічий монастир) est un important monastère ukrainien d'hommes de l'orthodoxe situé dans le village de Tchervonyi Maïak, raïon de Beryslav, en rive droite du Dniepr.

## Histoire
En 1782 par la demande du métochion Sofronievski à Potemkine, sur une ancienne forteresse turque, est fondé un ermitage. Le monastère est fondé le 4 décembre 1803 par la déplacement du monastère du village de Bizoukov proche de Dorogobouj à la place de l'ermitage.

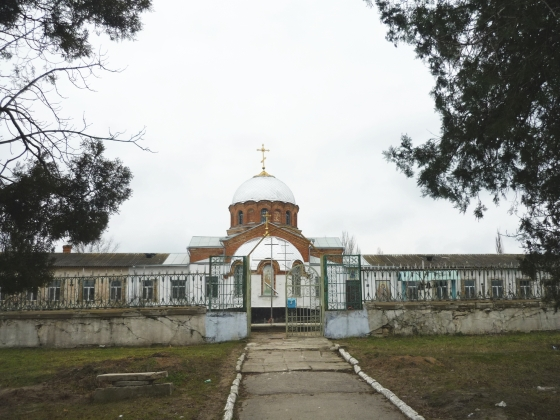
Le monastère actuellement.

En 1822 est construite une église de l'Intercession ; en 1883 le monastère devint un évêché avec la construction d'une nouvelle église, la cathédrale de l'Ascension du Seigneur. Elle a eu cinq églises à la fin du XIXe siècle, 32 000 hectares de terres et en 1916 910 habitants et sa propre usine de production électrique, une école de missionnaires.
Il a été fermé en 1922 par le pouvoir soviétique et rouvert en 1992.